# 王九敘
王九叙（？—？），字古歌，一字赓和，號見虞，直隶河间府肅寧縣人，明朝政治人物。

## 生平
万历二十八年（1600年）庚子科順天乡试第八十五名舉人，二十九年（1601年）辛丑科進士，都察院觀政，三十年授渭南县知县，三十六年行取礼部主事，三十八年考选，四十年擢福建道监察御史，本年十月巡按淮扬，四十四年巡视光禄寺，四十六年八月巡按山西，四十八年升陕西布政司参政，天啓元年养病，三年京察。

## 家族
曾祖王友；祖父王月；父王廷佩；前母扈氏、張氏；母段氏。永感下。娶吴氏，繼娶張氏。